# 龍子記念館
龍子記念館（りゅうしきねんかん）は、近代日本画の巨匠と称される川端龍子（1885年 - 1966年）の人物記念館。当人の文化勲章受章を受賞と喜寿を迎えたことを記念して、本人存命中の1963年に設立された。
運営は当初は社団法人青龍社が行っていたが、1991年から東京都大田区が引き継ぎ、正式名称は大田区立龍子記念館となっている。

## 展示内容
大正初期から戦後にかけての約140点の川端龍子の作品を所蔵し、多角的な観点から龍子の画業を紹介する。建物の向かいの龍子公園には、旧宅とアトリエが保存されている。公園内の「爆弾散華の池」は、終戦間際の爆撃で壊滅した住宅部分を、龍子本人が池として造営したものである。
その他、大田区立の4つの記念館、龍子記念館、熊谷恒子記念館、山王草堂記念館、尾崎士郎記念館の各学芸員との連携による記念文化講座も開催されている。年4回、展示の入れ替えがある。
建物は、上空から見ると龍子にちなんでタツノオトシゴに見えるような形になっている

## 所在地
- 東京都大田区中央4丁目2-1

## 利用案内
- 開館 9:00-16:30 (入館は、16:00まで)
- 休館 毎週月曜日(祝日の場合は、翌日)、年末年始(12月29日-1月3日）

## アクセス
- 都営地下鉄浅草線・西馬込駅から徒歩で約14分
- JR・大森駅西口から徒歩で約19分
- JR大森駅西口から東急バス4番「荏原町駅入口」行乗車、「臼田坂下」下車、徒歩2分[2]

## 近隣の施設
- 大森赤十字病院
- 本門寺公園